# Rickenbach (Zurich)
Pour les articles homonymes, voir Rickenbach.
Rickenbach est une commune suisse du canton de Zurich, située dans le district de Winterthour.

Photo aérienne prise à 400 m par Walter Mittelholzer (1923).